# Chouppes
Chouppes is een gemeente in het Franse departement Vienne (regio Nouvelle-Aquitaine) en telt 693 inwoners (1999). De plaats maakt deel uit van het arrondissement Châtellerault.

## Geografie
De oppervlakte van Chouppes bedraagt 32,2 km², de bevolkingsdichtheid is 21,5 inwoners per km².

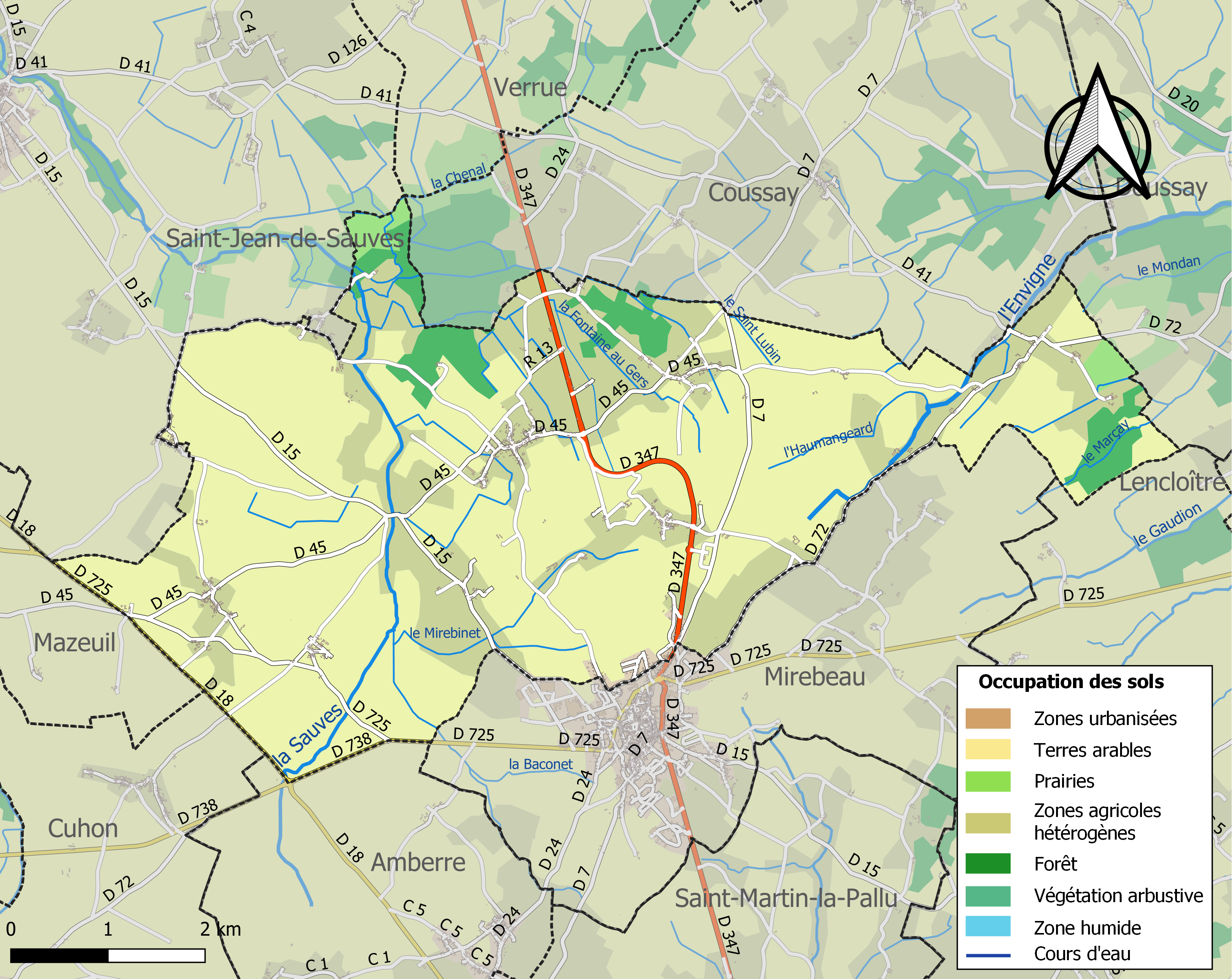
Kaart van de gemeente met de belangrijkste infrastructuur, bodemgebruik en omliggende gemeenten

## Demografie
Onderstaande figuur toont het verloop van het inwonertal (bron: INSEE-tellingen).